# Elección complementaria de Chile de 1965
El 7 de marzo de 1965 se realizó una elección parlamentaria complementaria para llenar la vacancia de un senador en la Tercera Agrupación Provincial, compuesta por las provincias de Valparaíso y Aconcagua, luego de la renuncia del senador democratacristiano Radomiro Tomic para asumir como embajador en los Estados Unidos. La elección se realizó el mismo día que las elecciones parlamentarias a nivel nacional y la elección extraordinaria de un regidor en 12 comunas.
La elección extraordinaria fue convocada mediante un decreto promulgado el 4 de enero de 1965. Al día siguiente Radomiro Tomic comunicaba su renuncia al Senado producto de su nombramiento como embajador.

## Candidatos
El 12 de enero el Consejo Nacional del Partido Demócrata Cristiano (PDC) proclamó al intendente de Valparaíso, Benjamín Prado Casas, como su candidato a senador; debido a ello, Prado renunció a su cargo el 14 de enero, siendo reemplazado por Enrique Vicente, en aquel entonces alcalde de Valparaíso. La candidatura de Prado fue inscrita en la Dirección del Registro Electoral el 25 de enero, y el 2 de febrero recibió el apoyo del Partido Democrático.
La Junta Ejecutiva del Partido Conservador Unido (PCU) proclamó el 5 de enero a Edmundo Eluchans Malherbe como su candidato a senador. El 5 de febrero el Partido Liberal (PL) acordó apoyar la candidatura de Eluchans.
El Frente de Acción Popular (FRAP) planteaba como candidatos al independiente Guillermo del Pedregal y a los exdirigentes radicales Ana Eugenia Ugalde Arias y Alejandro Ríos Valdivia, y el 21 de enero el Consejo Nacional del FRAP reafirmó su decisión de llevar un candidato propio. A inicios de febrero fue proclamada la candidatura de la diputada Ana Eugenia Ugalde como postulante al Senado por la coalición de izquierdas, e inscrita oficialmente el 15 de febrero.
El partido Acción Nacional había proclamado como candidato al exintendente Luis Guevara Ortúzar, quien se presentó como independiente y reunió 5700 firmas para dicho fin, inscribiendo su candidatura el 28 de enero. Recibió también el apoyo del Movimiento Revolucionario Nacional Sindicalista (MRNS) y había solicitado el apoyo del Partido Liberal, sin embargo esta colectividad apoyó al candidato del PCU, lo que generó que Guevara renunciara a su candidatura a inicios de febrero.
El 4 de enero el Comité Ejecutivo Nacional (CEN) del Partido Radical (PR) anunció que no pactaría con los partidos de derecha (Conservador Unido y Liberal) para presentar candidatos a la elección complementaria; finalmente el 9 de febrero se acordó que no presentarían candidato.
El 17 de febrero se realizó en la Dirección del Registro Electoral el sorteo de la ubicación de los candidatos en la cédula única de votación, que era de color rosado; en primer lugar quedó Benjamín Prado (PDC), seguido de Edmundo Eluchans (PCU) y Ana Eugenia Ugalde (independiente apoyada por el FRAP).

## Resultados
Los resultados de la elección fueron los siguientes:
|  | 62.07 % |

|  | 25.47 % |

|  | 12.46 % |

Benjamín Prado Casas asumió su escaño en el Senado el 15 de mayo de 1965, junto con los demás parlamentarios elegidos el 7 de marzo.